# Cocktailparty

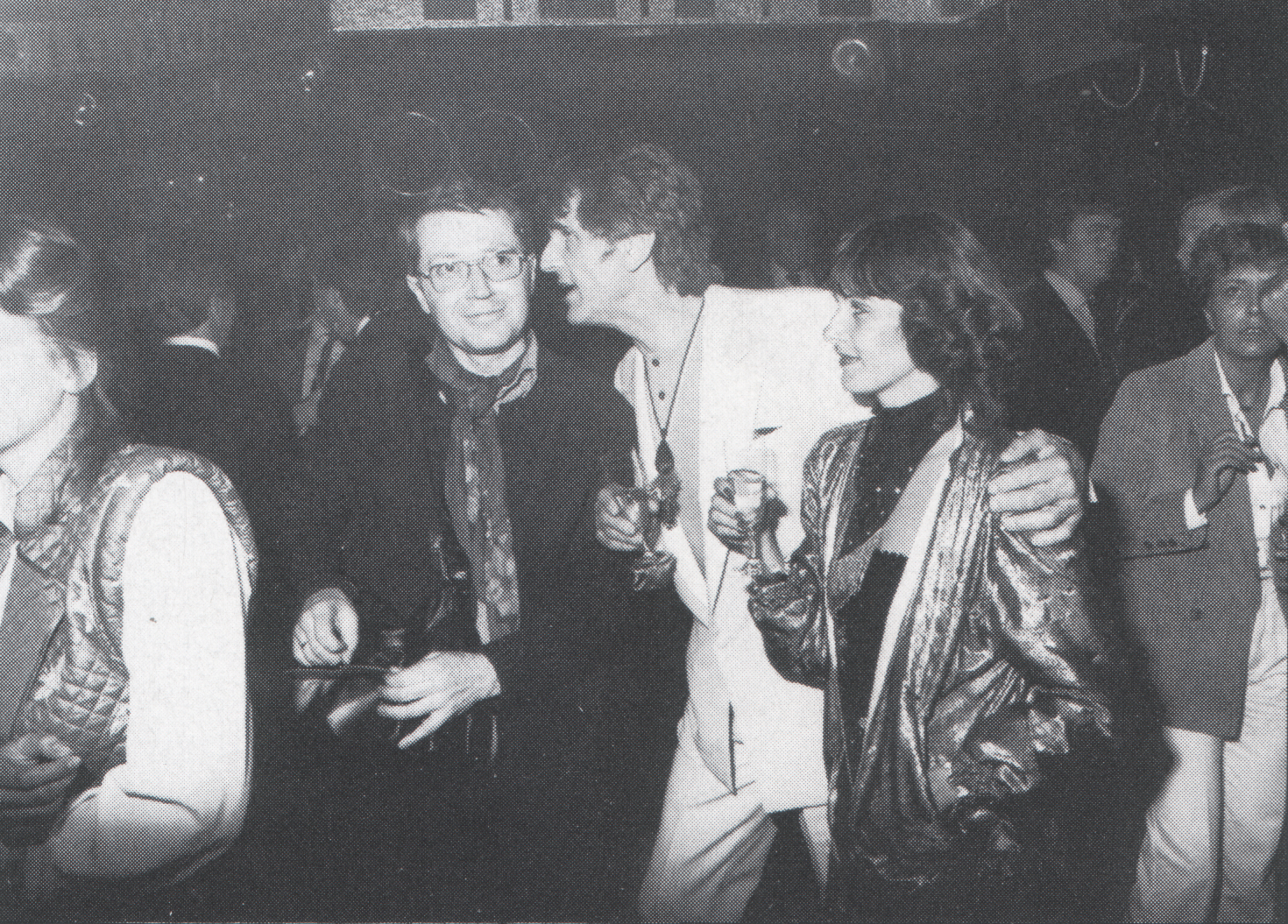
Ett cocktailparty.

Cocktailparty är en umgängesform som brukar äga rum under den sena eftermiddagen eller tidiga kvällen. Då serveras cocktailar och andra drinkar med tilltugg såsom potatischips, snittar och sandwichar medan gästerna minglar.